# Eleições legislativas na Itália em 1994
As eleições legislativas na Itália em 1994 foram realizadas a 27 de Março e, serviram para eleger os 630 membros da Câmara dos Deputados e os 315 membros do Senado da República.

## Sistema eleitoral
Em 1994, um novo sistema eleitoral, substituto do sistema proporcional em vigor desde o fim da Segunda Guerra Mundial, foi utilizado pela primeira vez. Aprovado num referendo realizado no ano anterior, o novo sistema, conhecido como Mattarellum (em homenagem a seu proponente, o então deputado Sergio Mattarella), previa que 75% dos deputados seriam eleitos por pluralidade dos votos, enquanto os 25% restantes seriam escolhidos por representação proporcional para partidos com, pelo menos, 4% dos votos a nível nacional. O sistema no Senado era ainda mais complicado: 75% dos senadores seriam eleitos pelo método uninominal, enquanto que os 25% restantes seriam escolhidos por um método proporcional especial que na prática garantia assentos para os partidos menores.

## Contexto
Estas eleições foram as primeiras realizadas após o fim da Primeira República e, acima de tudo, as primeiras eleições após o colapso de partidos históricos como a Democracia Cristã, que dominou a política italiana após a Segunda Guerra Mundial. Os cinco partidos pró-Ocidente que governavam a Itália desde 1981 – Democracia Cristã, Partido Socialista Italiano, Partido Socialista Democrático Italiano, Partido Republicano e Partido Liberal – perderam muito de sua força eleitoral do dia para a noite graças a um grande número de investigações judiciais acerca da corrupção financeira envolvendo seus membros mais proeminentes. Isto levou à expectativa geral de que a eleição seguinte seria vencida pelo Partido Democrático de Esquerda, herdeiro do antigo Partido Comunista Italiano, e sua coalizão, a Aliança dos Progressistas.
Em 26 de janeiro de 1994, no entanto, o magnata da mídia Silvio Berlusconi anunciou sua decisão de entrar na política, inaugurando seu próprio partido político, o Forza Italia, com uma plataforma focada em derrotar os comunistas. Seu objetivo político era convencer os eleitores do Pentapartito (os cinco partidos dominantes da década anterior), que estavam chocados e confusos com os escândalos da Operação Mãos Limpas, de que o Forza Italia oferecia-lhes tanto uma novidade quanto a continuação das políticas de livre mercado pró-Ocidente seguidas pela Itália desde o final da Segunda Guerra Mundial. Logo após ele ter decidido entrar na arena política, investigadores da Mãos Limpas estavam próximos de lançar mão de mandados requisitando sua prisão e a prisão de altos executivos de seu grupo de mídia. Durante sua carreira política, Berlusconi repetidamente afirmou que as investigações da Mãos Limpas haviam sido lideradas por promotores comunistas que queriam estabelecer na Itália um governo soviético.
Para vencer a eleição, Berlusconi formou duas alianças eleitorais separadas: o Polo das Liberdade (Polo delle Libertà) com a Liga Norte (Lega Nord) nos distritos eleitorais do norte da Itália e o Polo do Bom Governo (Polo del Buon Governo) com a pós-fascista Aliança Nacional (Alleanza Nazionale), herdeira do Movimento Social Italiano, nas regiões do centro e do sul do país.  Numa perspicaz jogada pragmática, ele não se aliou a este último partido no norte devido ao atrito que a Liga Norte possuía com seus partidários. Como resultado, o Forza Italia esteva coligado com dois partidos que não estavam coligados entre si.
Berlusconi lançou uma massiva campanha de anúncios eleitorais em seus três canais de televisão. Consequentemente, ele venceu a eleição, com seu partido recebendo, sozinho, 21% do voto popular, o maior percentual entre os partidos que participaram daquela eleição. Uma de suas promessas mais significativas para assegurar a vitória foi a de que seu governo criaria "mais de um milhão de empregos. Por outro lado, a centro-esquerdista Aliança dos Progressistas (também conhecida como Máquina de Guerra Alegre), liderada por Achille Occhetto e composta pelos dois partidos nascidos da dissolução do Partido Comunista Italiano (o Partido Democrático de Esquerda e o Partido da Refundação Comunista), estava segura de sua vitória e baseou sua campanha nas denúncias do abuso que Berlusconi fazia de seus veículos de comunicação para vencer a disputa.

## Análise eleitoral
O grande vencedor da eleição foi Berlusconi. Suas coligações de centro-direita conquistaram 42,8% dos votos e 366 deputados, obtendo 5,1 milhões de votos a mais do que a Alainça dos Progressistas de Occhetto. Sozinho, o Forza Italia conseguiu 21% dos votos, ajudado em parte pelos meios de comunicação controlados pelo magnata. O Polo das Liberdades venceu no Norte – sendo os partidos mais votados dessa região a Liga Norte e o Forza Italia –, enquanto que o Polo do Bom Governo venceu no Sul, graças à liderança da Aliança Nacional naquela região. O partido de Berlusconi conseguiu ser o mais votado em todas as regiões da Sicília.
A Aliança dos Progressistas, formada por ex-comunistas, teve seu melhor resultado nas regiões localizadas no centro e no sul do país, antigos redutos eleitorais do Partido Comunista. Obteve 34,3% dos votos e 213 deputados. Frustrando expectativas, o Partido Democrático de Esquerda falhou em conquistar o poder na Itália, assim como seu antecessor.
O Partido Popular Italiano, sucessor da Democracia Cristã venceu em apenas uma região (seu aliado, o Pacto Segni, venceu em outra), obtendo 11,1% dos votos e apenas 29 deputados, uma queda significativa em relação aos 29,7% e 206 deputados que os democrata-cristãos haviam conquistado no peito anterior.
Apesar de sua evidente vitória, o Polo das Liberdades falhou em obter a maioria dos assentos no Senado. Berlusconi foi eleito como primeiro-ministro da Itália no Senado após quatro senadores do Partido Popular que apoiavam-no (em violação à decisão da legenda) decidirem abster-se da votação. Dentre os senadores vitalícios, as abstenções também favoreceram o magnata, visto que três votaram a favor do governo (Gianni Agnelli, Francesco Cossiga e Giovanni Leone) e três abstiveram-se (Carlo Bo, Norberto Bobbio e Amintore Fanfani). Os outros cinco votaram a favor do líder do Forza Italia (Giulio Andreotti, Francesco De Martino, Giovanni Spadolini, Paolo Emilio Taviani e Leo Valiani). No total, 159 senadores votaram a favor de Berlusconi e 153 votaram contra ele.
O governo de Berlusconi, no entanto, duraria apenas sete meses. Em dezembro de 1994, após ser informado pela imprensa de que estava sendo investigado por juízes de Milão, Umberto Bossi, líder da Liga Norte, desertou da coalizão de Berlusconi, afirmando que o pacto eleitoral não havia sido respeitado e forçando o então-primeiro ministro a renunciar após perder a maioria na Câmara dos Deputados. Bossi também ressentia-se do fato de que muitos de seus deputados juntaram-se ao Forza Italia, atraídos pelas promessas de cargos políticos mais vantajosos. Berlusconi foi substituído por um governo tecnocrático liderado por seu ex-ministro Lamberto Dini e apoiado pelo Partido Democrático de Esquerda, pela Liga Norte e pelo Partido Popular Italiano.

## Resultados Oficiais

### Câmara dos Deputados
| Partido                                   | Partido                                   | Partido                                 | Método Proporcional | Método Proporcional | Método Proporcional | Método Proporcional | Método Uninominal | Método Uninominal | Método Uninominal | Total          | +/-            |
| Partido                                   | Partido                                   | Partido                                 | Votos               | %                   | +/-                 | Deputados           | Votos             | %                 | Deputados         | Total          | +/-            |
| ----------------------------------------- | ----------------------------------------- | --------------------------------------- | ------------------- | ------------------- | ------------------- | ------------------- | ----------------- | ----------------- | ----------------- | -------------- | -------------- |
|                                           |                                           | Força Itália-Centro Cristão Democrático | 8 136 135           | 21,01               | Novo                | 30 / 155            | 18 179 279        | 47,21             | 102 / 475         | 132 / 630      | Novo           |
|                                           | Aliança Nacional                          | 5 214 133                               | 13,47               | 8,10                | 23 / 155            | 87 / 475            | 18 179 279        | 47,21             | 110 / 630         | 76             |                |
|                                           | Liga Norte                                | 3 235 248                               | 8,36                | 0,29                | 11 / 155            | 107 / 475           | 18 179 279        | 47,21             | 118 / 630         | 63             |                |
|                                           | Lista Panella                             | 1 359 283                               | 3,51                | 2,30                | 0 / 155             | 6 / 475             | 18 179 279        | 47,21             | 6 / 630           | 1              |                |
| Polo das Liberdades - Polo do Bom Governo | Polo das Liberdades - Polo do Bom Governo | 17 944 799                              | 46,35               | Novo                | 64 / 155            | 18 179 279          | 47,21             | 302 / 475         | 366 / 630         | Novo           |                |
|                                           |                                           | Partido Democrático da Esquerda         | 7 881 646           | 20,36               | 4,25                | 38 / 155            | 12 632 680        | 32,81             | 86 / 475          | 124 / 630      | 17             |
|                                           | Partido da Refundação Comunista           | 2 343 946                               | 6,05                | 0,43                | 11 / 155            | 27 / 475            | 12 632 680        | 32,81             | 38 / 630          | 3              |                |
|                                           | Federação dos Verdes                      | 1 047 268                               | 2,70                | 0,09                | 0 / 155             | 11 / 475            | 12 632 680        | 32,81             | 11 / 630          | 5              |                |
|                                           | Partido Socialista Italiano               | 849 429                                 | 2,19                | 11,43               | 0 / 155             | 14 / 475            | 12 632 680        | 32,81             | 14 / 630          | 78             |                |
|                                           | Movimento pela Democracia - A Rede        | 719 841                                 | 1,86                | Estável             | 0 / 155             | 8 / 475             | 12 632 680        | 32,81             | 8 / 630           | 4              |                |
|                                           | Aliança Democrática                       | 456 114                                 | 1,18                | Novo                | 0 / 155             | 18 / 475            | 12 632 680        | 32,81             | 18 / 630          | Novo           |                |
| Aliança dos Progressistas                 | Aliança dos Progressistas                 | 13 298 244                              | 34,34               | Novo                | 49 / 155            | 12 632 680          | 32,81             | 164 / 475         | 213 / 630         | Novo           |                |
|                                           |                                           | Partido Popular Italiano                | 4 287 172           | 11,07               | 18,59               | 29 / 155            | 6 019 038         | 15,63             | 4 / 475           | 33 / 630       | 173            |
|                                           | Pacto Segni                               | 1 811 814                               | 4,68                | Novo                | 13 / 155            | 0 / 475             | 6 019 038         | 15,63             | 13 / 630          | Novo           |                |
| Pacto pela Itália                         | Pacto pela Itália                         | 6 098 986                               | 15,75               | Novo                | 42 / 155            | 6 019 038           | 15,63             | 4 / 475           | 46 / 630          | Novo           |                |
|                                           | Partido Popular Sul Tirolês               | Partido Popular Sul Tirolês             | 231 842             | 0,60                | 0,09                | 0 / 155             | 188 017           | 0,49              | 3 / 475           | 3 / 630        | Estável        |
|                                           | Liga de Acção Meridional                  | Liga de Acção Meridional                | 59 873              | 0,15                | Novo                | 0 / 155             | 46 820            | 0,13              | 1 / 475           | 1 / 630        | Novo           |
|                                           | Coligação Vale de Aosta                   | Coligação Vale de Aosta                 |                     |                     |                     |                     | 43 700            | 0,11              | 1 / 475           | 1 / 630        |                |
| Votos Inválidos                           | Votos Inválidos                           | Votos Inválidos                         | 2 825 397           | 6,80                | 1,42                |                     |                   |                   |                   |                |                |
| Total                                     | Total                                     | Total                                   | 41 546 290          | 100                 |                     | 155 / 155           |                   | 100               | 475 / 475         | 630 / 630      |                |
| Eleitorado/Participação                   | Eleitorado/Participação                   | Eleitorado/Participação                 | 48 135 041          | 86,31 / 100,00      | 86,31 / 100,00      | 86,31 / 100,00      | 86,31 / 100,00    | 86,31 / 100,00    | 86,31 / 100,00    | 86,31 / 100,00 | 86,31 / 100,00 |
| Fonte                                     | Fonte                                     | Fonte                                   | [ 8 ]               | [ 8 ]               | [ 8 ]               | [ 8 ]               | [ 8 ]             | [ 8 ]             | [ 8 ]             | [ 8 ]          | [ 8 ]          |

### Senado da República
| Partido                                           | Partido                                           | Partido                     | Votos      | %         | Senadores |
| ------------------------------------------------- | ------------------------------------------------- | --------------------------- | ---------- | --------- | --------- |
|                                                   |                                                   | Polo das Liberdades         | 6 570 468  | 19,87     | 82 / 315  |
|                                                   | Polo do Bom Governo                               | 4 544 573                   | 13,74      | 64 / 315  |           |
|                                                   | Aliança Nacional                                  | 2 077 934                   | 6,28       | 8 / 315   |           |
|                                                   | Lista Panella                                     | 767 765                     | 2,32       | 1 / 315   |           |
|                                                   | Força Itália - Centro Cristão Democrático         | 149 965                     | 0,45       | 1 / 315   |           |
| Polo das Liberdades - Polo do Bom Governo (Total) | Polo das Liberdades - Polo do Bom Governo (Total) | 14 110 705                  | 42,66      | 156 / 315 |           |
|                                                   | Aliança dos Progressistas                         | Aliança dos Progressistas   | 10 881 320 | 32,90     | 122 / 315 |
|                                                   | Pacto pela Itália                                 | Pacto pela Itália           | 5 519 090  | 16,69     | 31 / 315  |
|                                                   | Liga Alpina Lombarda                              | Liga Alpina Lombarda        | 246 046    | 0,74      | 1 / 315   |
|                                                   | Listas Autónomas                                  | Listas Autónomas            | 233 361    | 0,71      | 1 / 315   |
|                                                   | Partido Popular Sul Tirolês                       | Partido Popular Sul Tirolês | 217 137    | 0,66      | 3 / 315   |
|                                                   | Outros                                            | Outros                      | 1 866 890  | 5,64      | 1 / 315   |
| Votos Inválidos                                   | Votos Inválidos                                   | Votos Inválidos             | 2 798 826  | 7,80      |           |
| Total                                             | Total                                             | Total                       | 35 873 375 | 100       | 315 / 315 |
| Eleitorado/Participação                           | Eleitorado/Participação                           | Eleitorado/Participação     | 41 795 730 | 85,83     |           |
| Fonte                                             | Fonte                                             | Fonte                       | [ 9 ]      | [ 9 ]     | [ 9 ]     |

## Resultados por Distrito Eleitoral

### Câmara dos Deputados (Método Proporcional)
| Distrito Eleitoral  | %    | D  | %    | D   | %    | D  | %    | D   | %    | D  | %    | D   | %    | D  | %   | D  | %   | D   | %   | D   | %    | D  | %   | D  | %    | D   | D   | Votantes   |
| Distrito Eleitoral  | FI   | FI | PDS  | PDS | AN   | AN | PPI  | PPI | LN   | LN | PRC  | PRC | PS   | PS | LP  | LP | FdV | FdV | PSI | PSI | LR   | LR | AD  | AD | SVP  | SVP | D   | Votantes   |
| ------------------- | ---- | -- | ---- | --- | ---- | -- | ---- | --- | ---- | -- | ---- | --- | ---- | -- | --- | -- | --- | --- | --- | --- | ---- | -- | --- | -- | ---- | --- | --- | ---------- |
| Piemonte 1          | 25,8 | 1  | 20,0 | 2   | 9,0  | 1  | 10,2 | 1   | 11,8 | 1  | 5,9  | -   | -    | -  | 5,1 | -  | 2,3 | -   | 1,6 | -   | 3,4  | -  | 1,7 | -  | -    | -   | 6   | 1 702 818  |
| Piemonte 2          | 27,3 | 1  | 13,1 | 1   | 7,5  | 1  | 13,9 | 1   | 19,8 | 1  | 5,8  | 1   | -    | -  | 5,1 | -  | 3,2 | -   | 1,7 | -   | 1,1  | -  | 1,7 | -  | -    | -   | 6   | 1 595 931  |
| Lombardia 1         | 28,2 | 2  | 14,9 | 3   | 6,4  | 1  | 8,3  | 1   | 17,4 | 1  | 5,7  | 1   | 4,4  | -  | 5,6 | -  | 2,8 | -   | 1,3 | -   | 1,7  | -  | 1,8 | -  | -    | -   | 10  | 2 890 681  |
| Lombardia 2         | 23,6 | 2  | 9,0  | 2   | 5,1  | 1  | 13,2 | 2   | 28,2 | 2  | 4,1  | 1   | 5,5  | 1  | 3,6 | -  | 2,3 | -   | 1,2 | -   | 1,1  | -  | -   | -  | -    | -   | 11  | 2 894 663  |
| Lombardia 3         | 26,6 | 1  | 18,4 | 1   | 5,9  | -  | 13,6 | 1   | 18,7 | 1  | 6,5  | -   | -    | -  | 4,3 | -  | -   | -   | 2,1 | -   | 0,9  | -  | 1,3 | -  | -    | -   | 4   | 1 086 822  |
| Trentino-Alto Ádige | 15,6 | 1  | 6,6  | -   | 9,0  | -  | 11,6 | 1   | 7,6  | -  | 2,3  | -   | -    | -  | -   | -  | 4,5 | -   | 0,9 | -   | 2,5  | -  | -   | -  | 36,8 | -   | 2   | 674 718    |
| Veneto 1            | 23,2 | 2  | 10,8 | 1   | 8,3  | 1  | 15,1 | 2   | 20,8 | 1  | 3,9  | 1   | 7,9  | 1  | -   | -  | 3,5 | -   | 1,3 | -   | -    | -  | 1,3 | -  | -    | -   | 8   | 2 032 006  |
| Veneto 2            | 24,3 | 1  | 14,2 | 1   | 6,9  | 1  | 16,2 | 1   | 22,9 | 1  | 5,2  | -   | -    | -  | -   | -  | 4,4 | -   | 2,3 | -   | -    | -  | -   | -  | -    | -   | 5   | 1 373 502  |
| Friuli-Veneza Júlia | 24,3 | -  | 12,0 | 1   | 14,2 | 1  | 15,6 | 1   | 16,9 | -  | 6,0  | -   | -    | -  | 4,4 | -  | 4,1 | -   | 1,8 | -   | -    | -  | -   | -  | -    | -   | 3   | 936 368    |
| Ligúria             | 22,6 | 1  | 22,3 | 2   | 8,0  | 1  | 8,0  | 1   | 11,4 | 1  | 8,2  | -   | 5,9  | -  | 5,6 | -  | 2,7 | -   | 1,7 | -   | 1,0  | -  | 1,4 | -  | -    | -   | 6   | 1 293 425  |
| Emília-Romanha      | 16,5 | 2  | 36,6 | 3   | 9,0  | 1  | 8,3  | 1   | 6,4  | 1  | 6,6  | 1   | 5,8  | -  | 3,8 | -  | 2,7 | -   | 1,7 | -   | 0,8  | -  | 1,2 | -  | -    | -   | 9   | 3 164 509  |
| Toscana             | 16,4 | 3  | 33,7 | 3   | 10,9 | 1  | 8,3  | 1   | 2,2  | 1  | 10,1 | 1   | 6,0  | 1  | 3,8 | -  | 2,4 | -   | 2,5 | -   | 1,3  | -  | 1,4 | -  | -    | -   | 11  | 2 754 561  |
| Úmbria              | 15,3 | 1  | 35,7 | -   | 16,5 | 1  | 9,9  | -   | -    | -  | 8,9  | -   | 5,9  | -  | -   | -  | 2,4 | -   | 2,7 | -   | 0,8  | -  | 1,4 | -  | -    | -   | 2   | 627 054    |
| Marche              | 19,7 | 1  | 28,9 | 1   | 15,7 | 1  | 17,2 | 1   | -    | -  | 8,7  | -   | -    | -  | -   | -  | 3,7 | -   | 2,4 | -   | 1,6  | -  | 2,2 | -  | -    | -   | 4   | 1 087 016  |
| Lazio 1             | 19,3 | -  | 24,3 | 4   | 26,0 | 1  | 6,3  | 1   | -    | -  | 6,4  | 2   | 5,6  | 2  | 4,0 | -  | 3,5 | -   | 1,3 | -   | 0,9  | -  | 1,7 | -  | -    | -   | 10  | 2 834 144  |
| Lazio 2             | 24,3 | 1  | 20,4 | 1   | 23,1 | -  | 14,6 | 1   | -    | -  | 7,3  | -   | -    | -  | 4,2 | -  | -   | -   | 2,9 | -   | -    | -  | 2,0 | -  | -    | -   | 3   | 1 025 341  |
| Abruzzo             | 17,8 | 1  | 20,2 | -   | 20,8 | 1  | 15,4 | 1   | -    | -  | 7,4  | -   | -    | -  | 8,5 | -  | 3,0 | -   | 3,5 | -   | 2,1  | -  | -   | -  | -    | -   | 3   | 914 272    |
| Molise              | 15,4 | -  | 17,5 | -   | 19,1 | -  | 15,8 | 1   | -    | -  | 5,5  | -   | 5,1  | -  | -   | -  | 2,7 | -   | 2,6 | -   | 2,2  | -  | 1,5 | -  | -    | -   | 1   | 229 098    |
| Campânia 1          | 20,0 | 2  | 23,2 | 2   | 19,1 | 2  | 6,7  | 1   | -    | -  | 8,2  | -   | 5,2  | 1  | 3,9 | -  | 4,1 | -   | 2,3 | -   | 1,3  | -  | 1,5 | -  | -    | -   | 8   | 1 881 660  |
| Campânia 2          | 19,7 | 2  | 15,7 | 1   | 21,6 | 2  | 13,0 | 1   | -    | -  | 5,5  | -   | 6,3  | 1  | 3,2 | -  | 3,7 | -   | 3,9 | -   | -    | -  | 1,3 | -  | -    | -   | 7   | 1 743 159  |
| Apúlia              | -    | -  | 19,9 | 3   | 27,5 | 1  | 13,8 | 3   | -    | -  | 7,0  | 2   | 7,0  | 1  | 4,7 | -  | 3,1 | -   | 2,8 | -   | 1,3  | -  | 1,4 | -  | -    | -   | 10  | 2 694 922  |
| Basilicata          | 11,6 | -  | 23,2 | -   | 17,0 | 1  | 19,6 | 1   | -    | -  | 7,5  | -   | -    | -  | -   | -  | 3,2 | -   | 8,6 | -   | 3,5  | -  | -   | -  | -    | -   | 2   | 410 090    |
| Calábria            | 19,0 | 1  | 22,2 | 1   | 17,2 | 1  | 11,9 | 1   | -    | -  | 9,3  | 1   | 6,6  | 1  | -   | -  | 1,9 | -   | 3,9 | -   | 1,4  | -  | 1,3 | -  | -    | -   | 6   | 1 266 849  |
| Sicília 1           | 34,9 | 2  | 16,7 | 2   | 11,0 | -  | 8,9  | 1   | -    | -  | -    | -   | 5,1  | 1  | 3,4 | -  | -   | -   | 3,0 | -   | 12,2 | -  | 0,9 | -  | -    | -   | 7   | 1 538 584  |
| Sicília 2           | 32,4 | 2  | 16,2 | 2   | 16,7 | 1  | 7,8  | 1   | -    | -  | -    | -   | 5,9  | 1  | 3,4 | -  | -   | -   | 2,6 | -   | 10,7 | -  | -   | -  | -    | -   | 7   | 1 686 790  |
| Sardenha            | 21,2 | 1  | 19,7 | 1   | 11,9 | -  | 9,9  | 1   | -    | -  | 6,1  | -   | 17,4 | 1  | 2,8 | -  | 2,1 | -   | 3,2 | -   | 0,7  | -  | 2,3 | -  | -    | -   | 4   | 1 207 307  |
| Itália              | 21,0 | 30 | 20,4 | 38  | 13,5 | 23 | 11,1 | 29  | 8,4  | 11 | 6,1  | 11  | 4,7  | 13 | 3,5 | -  | 2,7 | -   | 2,2 | -   | 1,9  | -  | 1,2 | -  | 0,6  | -   | 155 | 41 546 290 |